# Черепашки-ниндзя III (саундтрек)
| Оценки критиков | Оценки критиков |
| Источник        | Оценка          |
| --------------- | --------------- |
| Allmusic        | [ 1 ]           |

«Черепашки-ниндзя III» (саундтрек) — сборник музыки к фильму «Черепашки-ниндзя III» 1993 года от студии New Line Cinema. Он был выпущен SBK Records 9 марта 1993 года.
В данной коллекции отсутствуют оригинальные песни. Она содержит ранние хиты Tarzan Boy и Can't Stop Rockin, а также Turtle Power, позаимствованную из саундтрека первого фильма, что делает альбом поспешным проектом.

## Трек-лист
1. Baltimora - Tarzan Boy
2. ZZ Top - Afterburner
3. Technotronic при участии Ya Kid K - Rockin' over the Beat
4. The Barrio Boyzz - Conga
5. Psychedelic Dust при участии Loose Bruce - Turtle Jam
6. Definition of Sound - Fighter
7. Джон Дю Пре и Ocean Music - Yoshi's Theme
8. Partners in Kryme - Turtle Power!
9. Baltimora - Tarzan Boy (Remix)
10. Technotronic при участии Ya Kid K - Rockin' over the Beat (Rockin' Over Manchester Hacienda Remix)